# Phytomyza rydeniella
Phytomyza rydeniella este o specie de muște din genul Phytomyza, familia Agromyzidae, descrisă de Spencer în anul 1976.
Este endemică în Sweden. Conform Catalogue of Life specia Phytomyza rydeniella nu are subspecii cunoscute.